# Саранак (Нью-Йорк)
Саранак (англ. Saranac) — місто (англ. town) в США, в окрузі Клінтон штату Нью-Йорк. Населення — 3852 особи (2020).

## Демографія
Згідно з переписом 2010 року, у місті мешкало 4007 осіб у 1582 домогосподарствах у складі 1109 родин. Було 1777 помешкань
Расовий склад населення:
| - 97,4 % — білих - 0,4 % — корінних американців - 0,3 % — азіатів - 0,2 % — чорних або афроамериканців |

До двох чи більше рас належало 1,5 %. Частка іспаномовних становила 1,1 % від усіх жителів.
За віковим діапазоном населення розподілялося таким чином: 21,9 % — особи молодші 18 років, 66,0 % — особи у віці 18—64 років, 12,1 % — особи у віці 65 років та старші. Медіана віку мешканця становила 43,1 року. На 100 осіб жіночої статі у місті припадало 100,5 чоловіків;  на 100 жінок у віці від 18 років та старших — 99,6 чоловіків також старших 18 років.
Середній дохід на одне домашнє господарство  становив 66 940 доларів США (медіана — 61 596), а середній дохід на одну сім'ю — 79 432 долари (медіана — 73 750). Медіана доходів становила 59 021 долар для чоловіків та 37 470 доларів для жінок. За межею бідності перебувало 13,8 % осіб, у тому числі 24,8 % дітей у віці до 18 років та 1,6 % осіб у віці 65 років та старших.
Цивільне працевлаштоване населення становило 1674 особи. Основні галузі зайнятості: освіта, охорона здоров'я та соціальна допомога — 31,9 %, публічна адміністрація — 23,7 %, роздрібна торгівля — 13,1 %, будівництво — 6,5 %.